# Jules Hayaux
Jules Hayaux, né le 12 décembre 1867 à Vauvillers et mort le 29 août 1938 à Caen (Calvados), est un professeur et un homme politique français.
Il est conseiller général et sénateur de la Haute-Saône du 9 janvier 1927 au 13 janvier 1936.

## Sources
- « Jules Hayaux », dans le Dictionnaire des parlementaires français (1889-1940), sous la direction de Jean Jolly, PUF, 1960 [détail de l’édition]